# Ōkuma Kotomichi

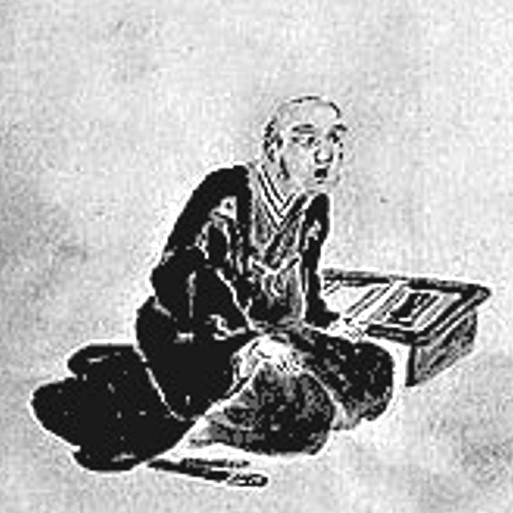
Ōkuma Kotomichi

Ōkuma Kotomichi (japanisch 大隈 言道; geboren 1798 in Fukuoka (Provinz Chikuzen); gestorben 15. September 1868 daselbst) war ein japanischer Waka-Dichter der späten Edo-Zeit.

## Leben und Wirken
Ōkuma Kotomichi wurde als Sohn einer Kaufmannsfamilie im Ortsteil Yakuin-Hoangakubash (薬院抱安学橋) von Fukuoka geboren. Sein Vater war Ōkuma Kototomo (大隈 言朝) und seine Mutter war die Tochter von Nobukuni-Matazaemon Mitsumasa (信国又左衛門 光昌). Schon als Kind lernte er unter Futagawa Sukechika (二川 相近; 1767–1836) Poesie und Kalligraphie. Als er 35 Jahre alt war, hatte er sich einen einzigartigen Poesiestil angeeignet, der sich von den traditionellen unterschied. Zu dieser Zeit wurden Nomura Sadanuki (野村 貞貫) und dessen Frau seine Schüler.
1836, im Alter von 39 Jahren, übergab Ōkuma das Familienunternehmen an seinen jüngeren Bruder Seiemon Motonori (清右衛門 言則) und zog sich in die Klause Chipeidō (池萍堂) im Ortsteil Imaizumi (今泉) von Fukuoka zurück. Im Alter von 42 Jahren trat er in die Schule „Kangi-en“ (咸宜園) von Hirose Tansō (1782–1856) in Hita in der Provinz Bungo ein und studierte Chinesisch. 1857, im Alter von 60 Jahren, ging er nach Osaka und versuchte, die Rechnungen seiner vielen Jahre Waka-Ausbildung zu begleichen. Zu dieser Zeit verkehrte er mit Nakajima Hirotari (中島 広足; 1792–1864), Hagiwara Hiromichi (1815–1864) und Kondō Yoshiki (近藤 芳樹; 1801–1880) und korrespondierte mit Sasaki Hirotsuna (佐々木弘綱; 1828–1891). Alle waren auch Vertreter der „Nationallehre“ Kokugaku.
Im Jahr 1863 wählte Ōkuma aus einigen zehntausend Waka-Gedichte eine Anzahl aus stellte sie in „Koi-shū“ (鳧居集) und „Imabashi-shū“ (今橋集) zusammen. eine weitere, streng ausgewählte Sammlung war (草径集), die er in drei Bänden herausgab. Er verfasste daneben das Vorwort zur eigenen Gedichtsammlung „Kōryō-shū“ (向陵集). Etwa zu dieser Zeit begann er an einer Lähmung zu leiden. Er kehrte in seinen späteren Jahren nach Fukuoka zurück und starb in seiner Klause Chipeidō.
Zu Ōkumas Gedichtschriften gehören „Hitorigochi“ (ひとりごち) und „Kozo no Chiri“ (こぞのちり), wobei er im ersteren eine typische Gedichtform als „Mokugu-uta“ (木偶歌) – etwa „Hölzernes Gedicht“ ablehnte. Neben der lautstarken Aussage „Ich bin ein Bürger der Tempō-Zeit“ bestand er darauf, Lieder zu komponieren, die sich des Hier und Jetzt bewusst sind.